# 삼천포제일중학교
삼천포제일중학교(三千浦第一中學校)는 대한민국 경상남도 사천시 용강동에 있는 공립 중학교이다.

## 학교 연혁
- 1955년 7월 15일 : 삼천포제일중학교 설립 인가(6학급)
- 1955년 9월 5일 : 삼천포제일중학교 개교
- 1983년 2월 23일 : 현 교사로 신축 이전(용강동)
- 2023년 2월 10일 : 제66회 졸업식(졸업생수 85명, 누계 16,025명)
- 2023년 3월 1일 : 제31대 강년태 교장 취임
- 2023년 3월 2일 : 신입생 83명 입학

## 참고 자료
- 삼천포제일중학교 - 한국교육학술정보원 학교알리미